# ENBAMM
| Sigles de 2 caractères   |
| Sigles de 3 caractères   |
| Sigles de 4 caractères   |
| Sigles de 5 caractères   |
| ► Sigles de 6 caractères |
| Sigles de 7 caractères   |
| Sigles de 8 caractères   |

ENBAMM, en économie, est un acronyme pour : 
- Entreprise Non Bancaire Admise au Marché Monétaire. Jusqu'en 1985, il s'agissait de la SNCF, la Sécurité Sociale, des compagnies d'assurance, des caisses de retraite ou de la chambre syndicale des agents de change. Cette liste a  disparu après la réforme monétaire correspondant à la période de décloisonnement décrite par Henri Bourguinat dans sa théorie des 3D[1],[2],[3].